# Сірий велетень
Сірий велетень — високопродуктивна порода великих кролів сіро-заячого (агуті) забарвлення (рідше темно-сірого, залізисто-сірого, чорного чи білого). У особин сіро-заячого забарвлення загальний тон волосяного покриву рудувато-сірий, черевна стінка і внутрішня сторона кінцівок білі. У особин породи Сірий велетень в основі волосся розташована блакитно-сіра зона, потім буро-жовта і світло-жовта, верхні кінці волосся мають чорно-бурий колір.
Порода виведена шляхом відтворювального схрещування місцевих безпородних кролів з кроликами породи Фландрії, завезеними до України в 1927 році. Сірий велетень — найпоширеніша порода в південних областях. Розводяться в усіх областях України.

## Біологічні характеристики
Жива маса повновікових особин — від 4,1 до 7,5 кг. Кроликам цієї породи властиві міцна будова, що тяжіє в бік грубої. Нерідко в стаді виділяються особини з міцним і масивним кістяком. Голова у них велика й грубувата, з довгими товстуватими вухами, що поставлені у вигляді римської цифри V. Тулуб масивний, довгий — до 66 см, грудина глибока і широка, нерідко з невеликим підгруддям (обхват грудей за лопатками становить 37-39 см); спина довга, пряма і широка; круп широкий і округлий, ноги міцні, прямі і товсті.
Кроленята народжуються середньою масою 81 г. До другого місяця (при напівконцентрованому типу годівлі) вони досягають 1,5 кг, до третього — 2 кг, до четвертого місяця — 2,6 кг. При підвищених нормах протеїнового годування кролики в першому випадку досягають маси 1,6 кг, у другому — 2,2 кг; забійний вихід їх відповідно дорівнює 55 і 57 %. При такому годуванні поліпшується м'ясистість кроликів. Кролицям породи Сірий велетень властиві висока молочність і плодючість — в середньому вона приносить 7-8 кроленят за один окріл.